# تفجير حلب (سبتمبر 2012)
في 9 سبتمبر 2012، انفجرت سيارة مفخخة في حي سعد الأنصاري في مدينة حلب السورية، استهدفت مستشفى الحياة بالقرب من ملعب السابع من نيسان. قُتل 30 مدنياً وعضوان من قوات الأمن وأصيب ما لا يقل عن 64 شخصاً نتيجة انفجار السيارة المفخخة.

## اقرأ أيضاً
- قائمة الحوادث الإرهابية في سوريا